# Asppraktbagge
Asppraktbagge (Poecilonota variolosa) är en skalbaggsart som först beskrevs av Gustaf von Paykull 1799.  Asppraktbagge ingår i släktet Poecilonota, och familjen praktbaggar. Enligt den svenska rödlistan är arten nära hotad i Sverige. Arten förekommer i Götaland, Gotland, Svealand, Nedre Norrland och Övre Norrland. Artens livsmiljö är skogslandskap, jordbrukslandskap.

## Bildgalleri

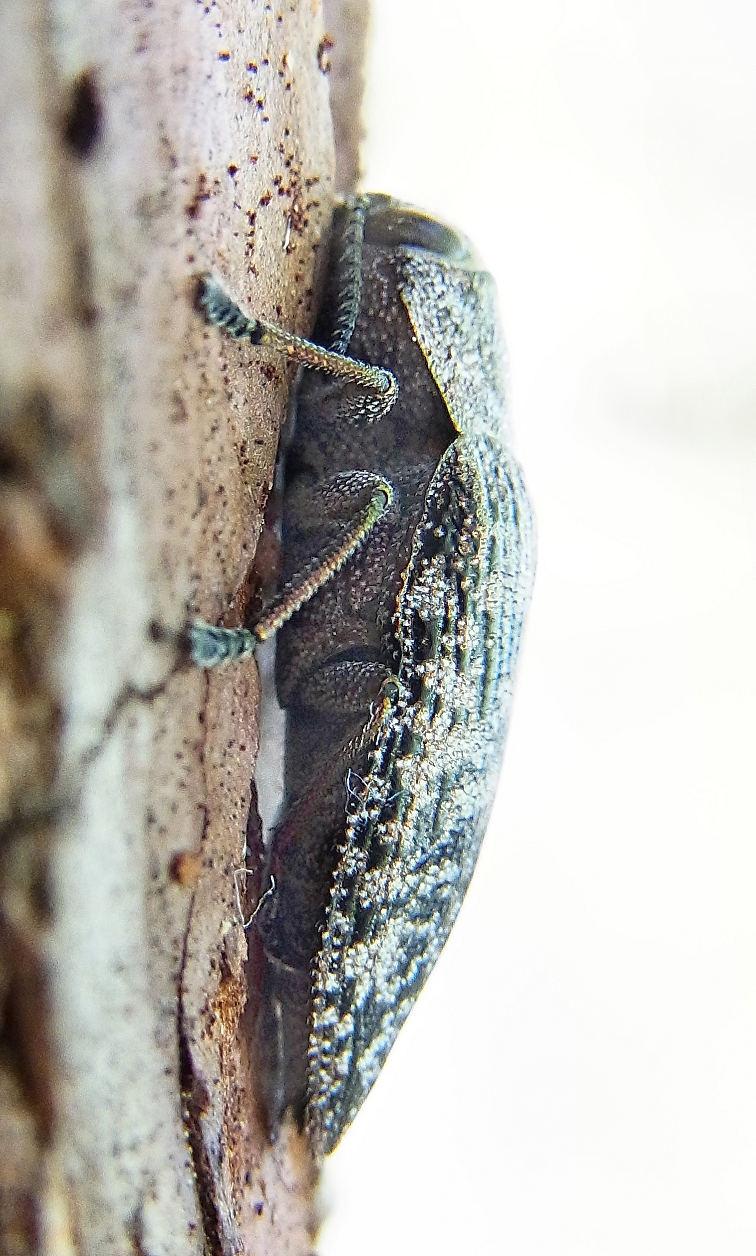
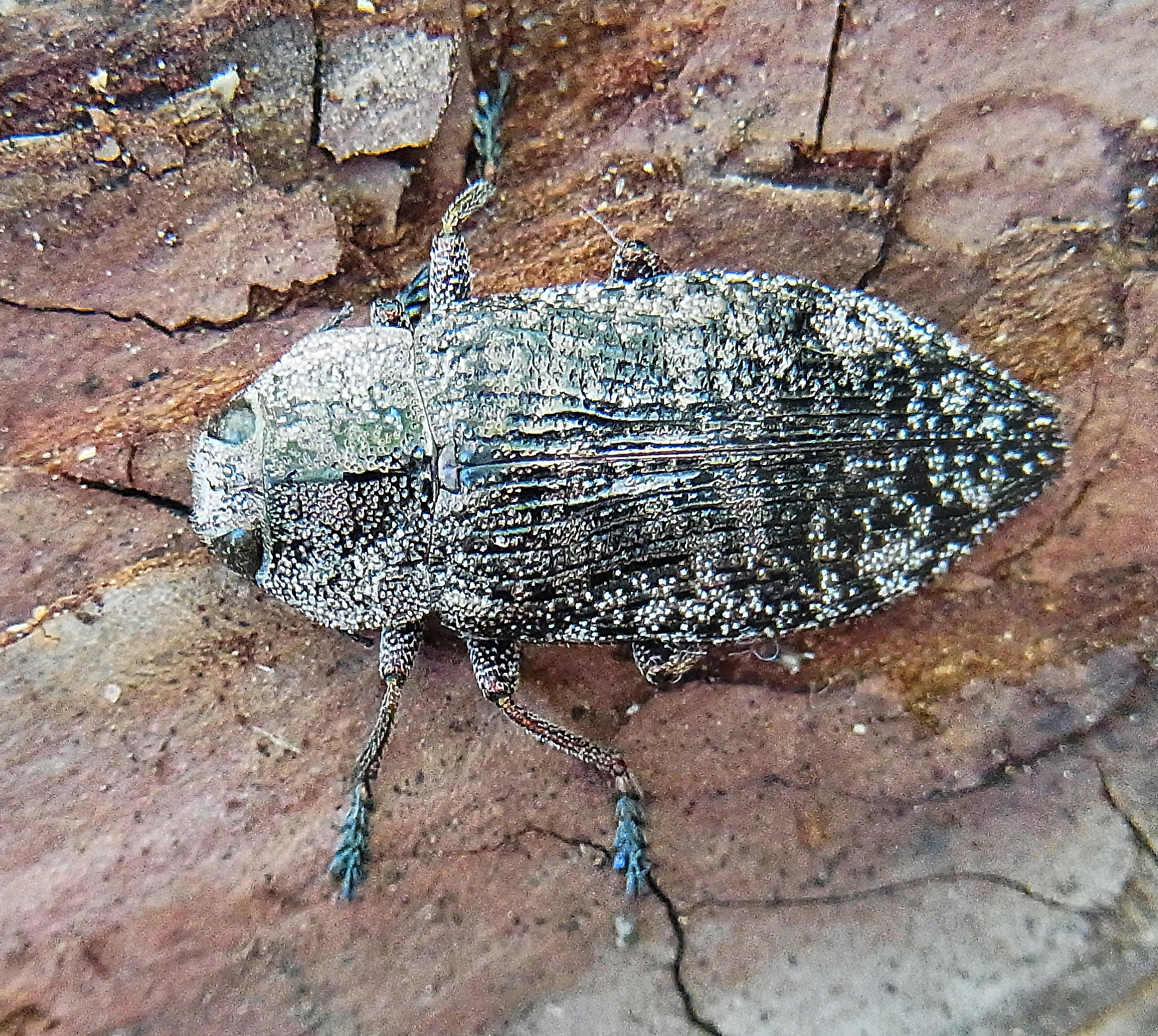
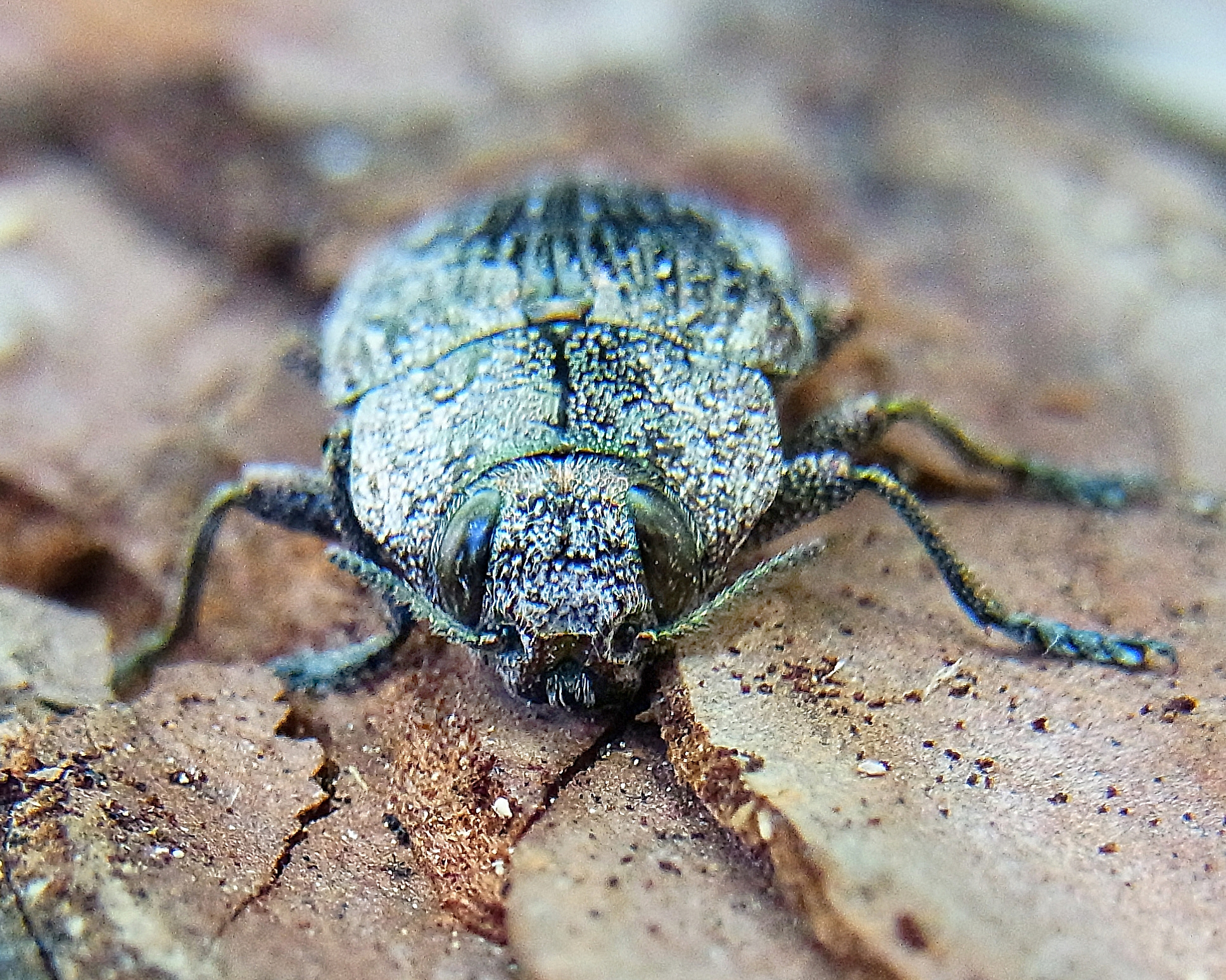
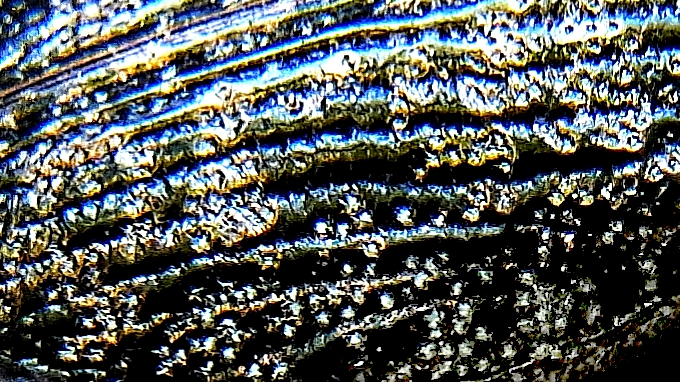
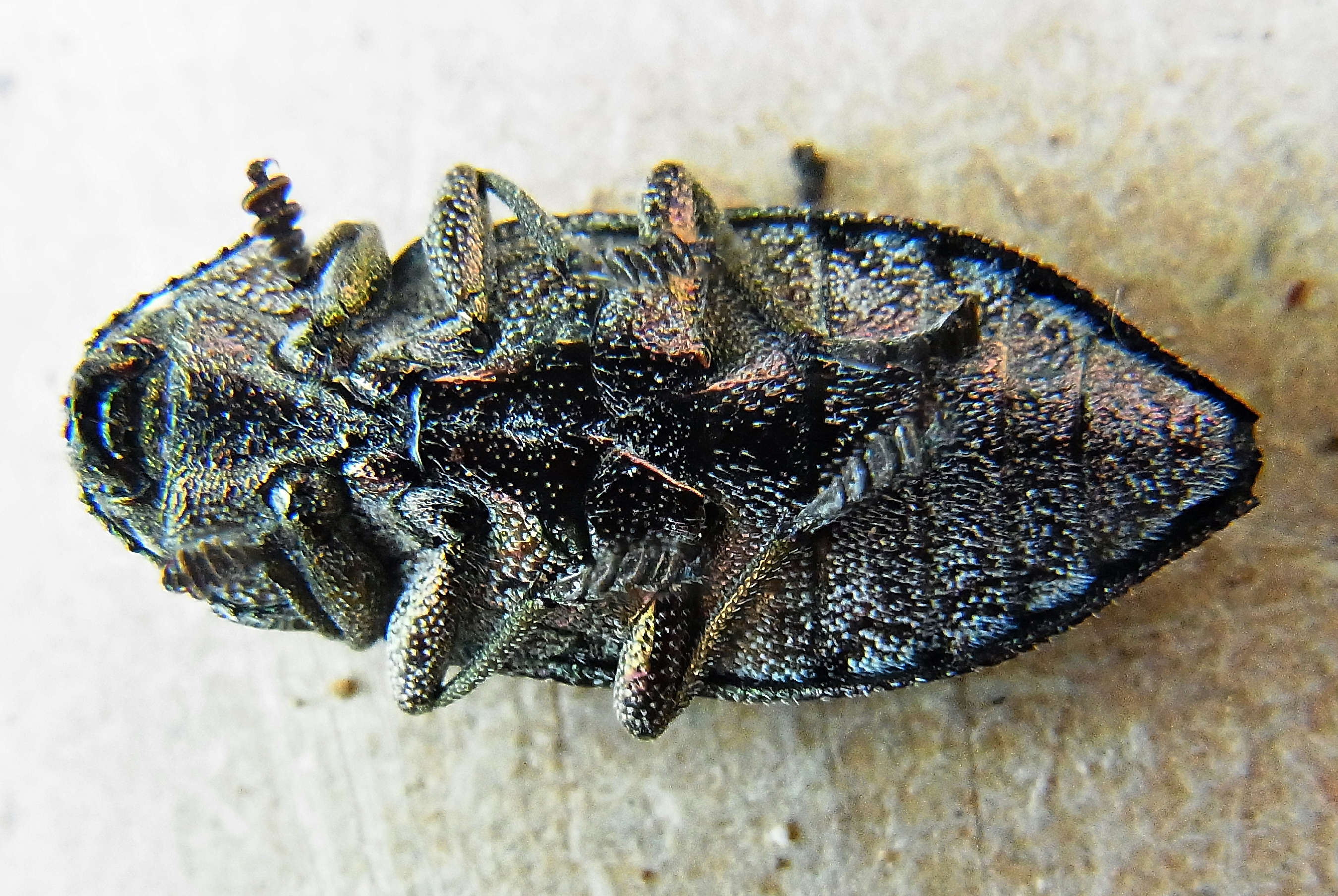